# Silvania (ort)
Silvania är en ort i Colombia.   Den ligger i departementet Cundinamarca, i den centrala delen av landet, 40 km sydväst om huvudstaden Bogotá. Silvania ligger 1 459 meter över havet och antalet invånare är 8 237.
Terrängen runt Silvania är varierad. Silvania ligger nere i en dal. Runt Silvania är det tätbefolkat, med 343 invånare per kvadratkilometer. Närmaste större samhälle är Fusagasugá, 7,9 km söder om Silvania. Omgivningarna runt Silvania är en mosaik av jordbruksmark och naturlig växtlighet.